# Mahindra e2o
El Mahindra e2o, anteriormente  REVA NXR, es un coche eléctrico urbano de tipo hatchback fabricado por Mahindra Electric Vehicles. El e2o es el sucesor del REVA G-Wiz, fue desarrollado utilizando la tecnología de REVA.
Tiene un motor eléctrico de 19 kW que le proporciona una potencia de 26 CV. La velocidad máxima es de 80 km/h, 
y tiene una autonomía aproximada de 120 km.  
Mahindra planea lanzar el e2o en el mercado europeo antes de fin de 2014.

## Producción y ventas

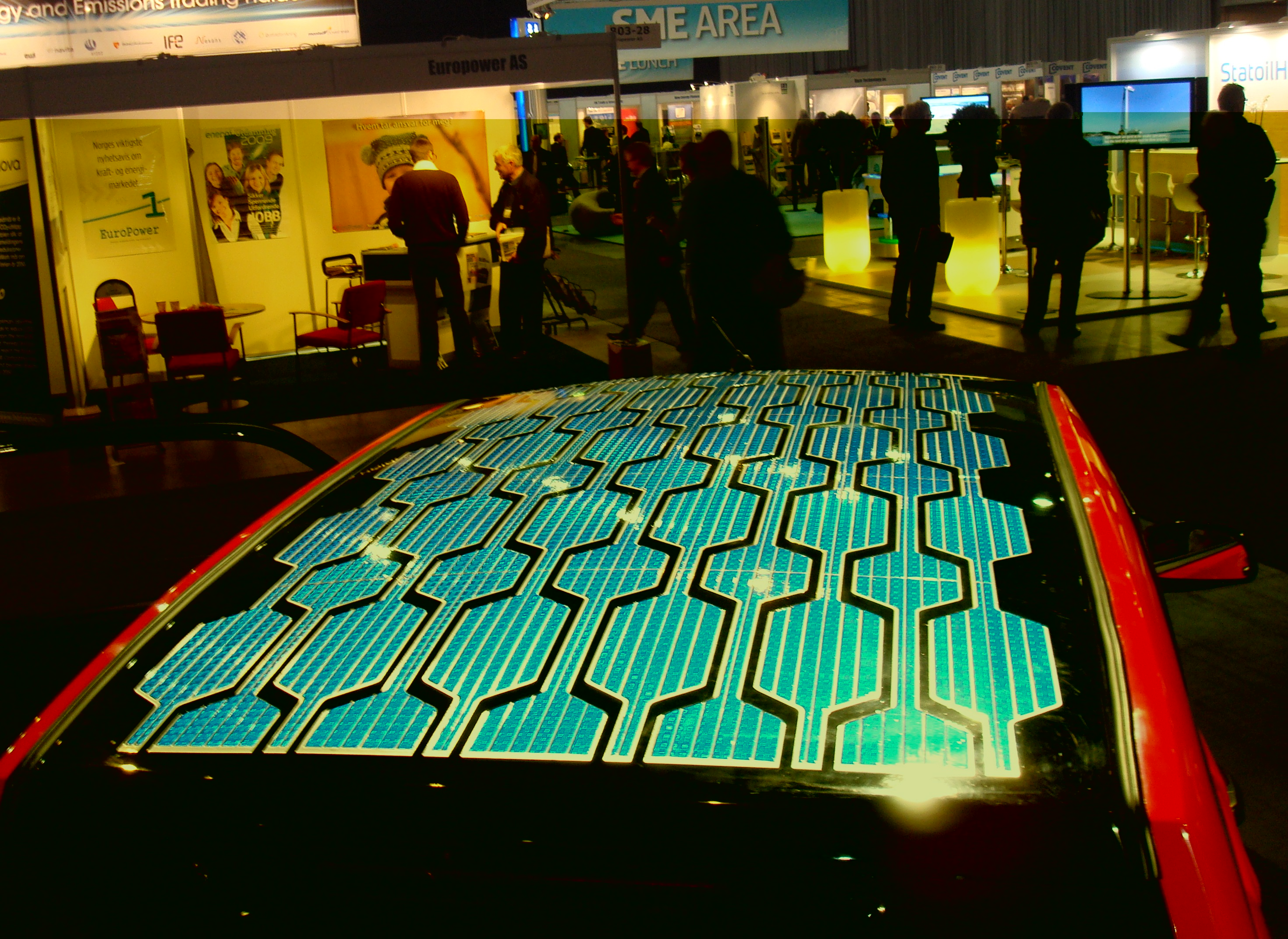
Paneles solares en el techo.

El Mahindra e20 se manufactura en la fábrica de Bangalore de Mahindra.  La compañía invirtió Rs 100 millones de rupias (US $ 18,5 millones, 13,53 millones de euros) en el desarrollo del automóvil y la construcción de una planta de producción con una capacidad anual de 30.000 unidades al año. Se vende en India, Nepal y Bután.

## Mahindra Halo
Además del e2o, M&M está también trabajando en un vehículo eléctrico basado en su coche eléctrico 'Halo', que será lanzado comercialmente antes de 2018. Tendrá una aceleración de 0 a 100 km/h en menos de 8 segundos y una velocidad máxmima de 160 km/h, así como una autonomía de 200 km